# João Porfírio
João Porfírio (Portimão, 26 de janeiro de 1995) é um fotojornalista português que, atualmente, é o editor de fotografia e repórter fotográfico do Observador.
Na sua ainda curta carreira profissional, passou pela Agência Lusa, pelo semanário Sol e pelo jornal I.
Em Portugal, cobre diariamente assuntos relacionados com política, sociedade e cultura. Já realizou reportagens em diversos países como Ucrânia, Iraque, Estados Unidos da América, Brasil, França, Espanha, Reino Unido, Alemanha, Croácia, Sérvia, Turquia, Grécia, Hungria, Eslovénia ou Marrocos. Acompanhou a crise dos refugiados na Europa em 2015 e 2016.
Foi convidado por Marcelo Rebelo de Sousa, o Presidente da República Portuguesa, a participar no livro de comemoração do segundo ano de mandato.
Participante em diversas exposições individuais e colectivas, Porfírio venceu ainda o Prémio Estação Imagem em 2019 e 2021 na categoria de Notícias com as reportagens dos incêndios de Monchique e com as reportagens sobre as eleições norte-americanas. Em 2020, ganhou uma menção honrosa na categoria de Notícias do Prémio Estação Imagem com uma reportagem nos incêndios de Mação.
Em 2022, ganhou o prémio Gabo – um dos mais importantes prémios de jornalismo do mundo – e, em 2023 e 2024, foi agraciado com o prémio Gazeta do Clube de Jornalistas, o mais importante prémio de jornalismo de Portugal, nas categorias de Fotojornalismo e Multimédia, respetivamente.
Desde 2021, e paralelamente à sua carreira fotojornalística, João Porfírio também leciona Fotojornalismo na ETIC - Escola de Tecnologias Inovação e Criação.